# Globicornis longulus
Globicornis longulus is een keversoort uit de familie spektorren (Dermestidae). De wetenschappelijke naam van de soort werd in 1863 gepubliceerd door John Lawrence LeConte.